# 刘雪桐
刘雪桐（1925年—），男，辽宁新民人，中国病理解剖学家，曾任军事医学科学院放射医学研究所研究员、博士生导师。